# Diocesi di Simla e Chandigarh
La diocesi di Simla e Chandigarh (in latino Dioecesis Simlensis et Chandigarhensis) è una sede della Chiesa cattolica in India suffraganea dell'arcidiocesi di Delhi. Nel 2023 contava 22.814 battezzati su 22.184.650 abitanti. È retta dal vescovo Sahaya Thatheus Thomas.

## Territorio
La diocesi comprende una vasta area nel nord dell'India, e precisamente:
- 8 distretti dello stato dell'Himachal Pradesh: Kinnaur, Lahaul e Spiti, Kullu, Mandi, Bilaspur, Shimla, Solan e Sirmaur;
- 12 distretti dello stato dell'Haryana: Panchkula, Ambala, Yamuna Nagar, Kurukshetra, Karnal, Panipat, Kaithal, Jind, Hisar, Bhiwani, Fatehabad e Sirsa;
- 8 distretti del Punjab: Barnala, Mohali, Patiala, Sangrur, Mansa, Bathinda, Fatehgarh Sahib e Rupnagar;
- e lo Union Territory of Chandigarh.

Sede vescovile è la città di Simla, dove si trova la cattedrale dei Santi Michele e Giuseppe. A Chandigarh sorge la concattedrale di Cristo Re.
Il territorio si estende su 83.560 km² ed è suddiviso in 62 parrocchie.

## Storia
La diocesi di Simla fu eretta il 4 giugno 1959 con la bolla Indicae genti di papa Giovanni XXIII, in seguito alla divisione dell'arcidiocesi di Delhi e Simla, da cui ha tratto origine anche l'arcidiocesi di Delhi.
Con decreto della Congregazione di Propaganda Fide del 12 maggio 1964 ha assunto la denominazione di diocesi di Simla e Chandigarh.

## Cronotassi dei vescovi
Si omettono i periodi di sede vacante non superiori ai 2 anni o non storicamente accertati.
- John Burke † (4 giugno 1959 - 3 agosto 1966 dimesso[2])
- Alfred Fernández † (13 aprile 1967 - 25 giugno 1970 nominato vescovo di Allahabad)
- Gilbert Blaize Rego † (11 marzo 1971 - 10 novembre 1999 ritirato)
- Gerald John Mathias (22 dicembre 1999 - 8 novembre 2007 nominato vescovo di Lucknow)
- Ignatius Loyola Mascarenhas (10 febbraio 2009 - 12 aprile 2025 ritirato)
- Sahaya Thatheus Thomas, dal 12 aprile 2025

## Statistiche
La diocesi nel 2023 su una popolazione di 22.184.650 persone contava 22.814 battezzati, corrispondenti allo 0,1% del totale.
| anno | popolazione | popolazione | popolazione | presbiteri | presbiteri | presbiteri | presbiteri                | diaconi | religiosi | religiosi | parrocchie |
| anno | battezzati  | totale      | %           | numero     | secolari   | regolari   | battezzati per presbitero | diaconi | uomini    | donne     | parrocchie |
| ---- | ----------- | ----------- | ----------- | ---------- | ---------- | ---------- | ------------------------- | ------- | --------- | --------- | ---------- |
| 1970 | 4.570       | 6.000.000   | 0,1         | 33         | 18         | 15         | 138                       |         | 32        | 123       | 12         |
| 1980 | 4.541       | 25.750.000  | 0,0         | 29         | 15         | 14         | 156                       |         | 26        | 162       | 16         |
| 1990 | 9.967       | 30.512.000  | 0,0         | 55         | 26         | 29         | 181                       |         | 37        | 167       | 27         |
| 1995 | 10.600      | 18.000.000  | 0,1         | 63         | 23         | 40         | 168                       |         | 48        | 190       | 34         |
| 2000 | 13.500      | 19.000.000  | 0,1         | 86         | 33         | 53         | 156                       |         | 59        | 239       | 42         |
| 2001 | 13.300      | 19.000.000  | 0,1         | 91         | 32         | 59         | 146                       |         | 65        | 263       | 40         |
| 2002 | 12.598      | 17.000.000  | 0,1         | 93         | 40         | 53         | 135                       |         | 58        | 263       | 42         |
| 2003 | 12.610      | 17.006.000  | 0,1         | 93         | 40         | 53         | 135                       |         | 60        | 270       | 42         |
| 2004 | 12.750      | 17.106.000  | 0,1         | 96         | 40         | 56         | 132                       |         | 63        | 280       | 42         |
| 2010 | 14.780      | 18.670.000  | 0,1         | 103        | 48         | 55         | 143                       |         | 58        | 280       | 49         |
| 2014 | 18.135      | 20.189.897  | 0,1         | 126        | 54         | 72         | 143                       |         | 76        | 316       | 55         |
| 2017 | 20.669      | 20.820.950  | 0,1         | 136        | 62         | 74         | 151                       |         | 88        | 370       | 56         |
| 2020 | 21.275      | 21.533.000  | 0,1         | 135        | 61         | 74         | 157                       |         | 78        | 370       | 57         |
| 2022 | 22.091      | 21.965.000  | 0,1         | 143        | 65         | 78         | 154                       |         | 87        | 382       | 58         |
| 2023 | 22.814      | 22.184.650  | 0,1         | 148        | 60         | 88         | 154                       |         | 98        | 409       | 62         |